# Karlskoga IF
Karlskoga IF var en idrottsklubb från Karlskoga i Värmland som grundades 1906. I fotboll gjorde klubben 22 säsonger i Sveriges näst högsta division. Klubben har även haft bandy, friidrott och ishockey på programmet. 1963 gick klubben samman med IFK Bofors och bildade IF Karlskoga/Bofors (oftast kallade KB 63), som 1978 bytte namn till KB Karlskoga, samma år som ishockeyn bröt sig ur och bildade eget under namnet Bofors IK. Åren 2018-2021 fanns en fotbollsförening med samma namn på orten.

## Ishockeysäsonger
Nedan en tabell över klubbens framgångsrikaste säsonger i ishockey.
| Säsong    | Division             | Placering | Playoff/Kval |
| --------- | -------------------- | --------- | ------------ |
| 1959/1960 | Division II Västra A | 3         |              |
| 1960/1961 | Division II Västra A | 4         |              |
| 1961/1962 | Division II Västra B | 6         |              |
| 1962/1963 | Division II Västra A | 5         |              |